# کریستین لامبرشت
کریستین لامبرشت (انگلیسی: Christine Lambrecht؛ زادهٔ ۱۹ ژوئن ۱۹۶۵) سیاست‌مدار اهل آلمان است، که هم‌اکنون به‌عنوان وزیر دفاع آلمان فعالیت می‌کند. وی پیش‌تر وزارت امور خانواده و جوانان، وزارت دادگستری و وزارت اقتصاد آلمان را نیز برعهده داشته است. او همچنین ۲ دوره نماینده بوندستاگ (پارلمان مرکزی آلمان) بود.